# Alnetoidia alneti
Alnetoidia alneti är en insektsart som först beskrevs av Anders Gustav Dahlbom 1850.  I den svenska databasen Dyntaxa används istället namnet Alnetoidea alneti. Alnetoidia alneti ingår i släktet Alnetoidia och familjen dvärgstritar. Arten är reproducerande i Sverige. Inga underarter finns listade i Catalogue of Life.